# Crown International Pictures
Crown International Pictures és un estudi de cinema independent i companyia de distribució format en 1959 per Newton P. Jacobs
Jacobs era un ex cap de la branca de RKO Pictures fins al 1947, quan va formar la seva pròpia companyia de "pel·lícules favorites", una organització de llançament de pel·lícules. Jacobs va esdevenir una de les primeres franquícies per mostrar American International Pictures (AIP). Com AIP, Crown International Pictures (CIP) és principalment conegut per pel·lícules de baix pressupost, cinema grindhouse, pel·lícules de motociclisme, pel·lícules d'explotació, i pel·lícules de sèrie B. Posteriorment, l'empresa va estar encapçalada pel vicepresident original de Jacobs, Mark Tenser, que es va convertir en president en 1973 amb Jacobs fent-se President del Consell. La filla de Jacobs Marilyn Jacobs Tenser es va convertir en vicepresidenta.
El juliol del 1988, Jacobs va morir en un accident de motociclisme tràgic. Això va fer que el lideratge es transmetera al seu fill, Louis Jacobs.
Pel·lícules rellevants inclouen:
| - The Beast of Yucca Flats (1961) - Secret File Hollywood (1962) - Madmen of Mandoras/They Saved Hitler's Brain (1963) - Indian Paint (1965) - Orgy of the Dead (1965) - To the Shores of Hell (1966) - Catalina Caper (1967) - Mondo Balordo (1967) a Mondo film narrada per Boris Karloff - The Hellcats (1967) - Wild Rebels (1967) - Single Room Furnished (1968) amb Jayne Mansfield de protagonista - Blood of Dracula's Castle (1969) - The Sidehackers (1969) - Blood Mania (1970) - Cindy and Donna (1970) - Chain Gang Women (1971) - The Stepmother (1972) - Santee (1973), un Western Glenn Ford - Superchick (1973) - Policewomen (1974) - The Sister in-Law (1974) - The Teacher (1974) | - Best Friends (pel·lícula de 1975) (1975) - Pick-Up (1975) - Soul Vengeance/Welcome Home Brother Charles (1975) - Trip with the Teacher (1975) - Sextette (1976) - The Pom Pom Girls (1976) - The Crater Lake Monster (1977) - The Van (1977) - Malibu High (1978) - Coach (1978) - Van Nuys Blvd. (1979) - Galaxina (1980) - Budo: The Art of Killing (1982) - The Beach Girls (1982) - My Tutor (1983) - Weekend Pass (1984) - My Chauffeur (1986) - Jocks (1987) - My Mom's a Werewolf (1989) - Malibu Spring Break (2003) |